# Трновець (притока Вагу)
Трновець (словац. Trnovec) — річка в Словаччині; права притока Вагу, протікає в окрузі Ліптовський Мікулаш.
Довжина — 14.4 км.
Витікає в масиві Західні Татри (частина Ліптовські Татри) — на схилі гори Баранец — на висоті 1929 метрів — на території Татранського національного парку.
Протікає Підтатранською улоговиною. Серед приток — Конський потік і Клиновка. Біля села Бенядікова впадає у Ваг на висоті 601 метр.